# Клое Кім
Клої Кім (англ. Chloe Kim, кор. 클로이 김) — американська сноубордистка, що спеціалізується в хафпайпі та суперпайпі, олімпійська чемпіонка, багаторазова чемпіонка Х-ігор. 
Олімпійську золоту медаль та звання олімпійської чемпіонки Кім виборола на Пхьончханській олімпіаді 2018 року в змаганнях на хафпайпі. 

## Виноски
1. ↑  https://web.archive.org/web/20180106173203/https://usskiandsnowboard.org/athletes/chloe-kim
2. ↑  https://pantheon.world/profile/person/Chloe_Kim
3. ↑  Ім'я часто русифікується в мас-медіа як Хлоя
4. ↑  Women's halfpipe results